# Maison Seive
La maison Seive est une maison située à Cusset, en France.
Construite en 1929, la maison a été conçue par les architectes vichyssois Antoine Chanet et Jean Liogier. Son architecture se rattache à un style régionaliste proche du néobasque : silhouette massive, pan de bois, lucarnes à large encadrement cintré. 
S'y ajoute un emprunt à l'Art Déco pour le portail extérieur et la porte d'entrée. De même pour l'intérieur, dans l'ornementation des pièces (peintures murales, papier peint stylisé de Henri Stéphany, marqueterie de paille).

## Localisation
La maison est située avenue Gilbert-Roux sur la commune de Cusset, dans le département français de l'Allier.

## Historique
L'édifice est inscrit au titre des monuments historiques en 2005.